# Morkie
El Morkie / Birkie es un cruce entre un Yorkshire terrier y un Bichón maltés. La FCI y el AKC, no lo reconocen como tal dado que es simplemente un cruce de dos ejemplares, como podría ser un cruce entre un cruce de Golden Retriever y un cruce de Cocker Spaniel. Al no existir un patrón genético marcado , lo que saliese de ese cruce puede ser toda una incógnita, dado que al igual que los humanos, la carga genética que cada miembro de la familia aporta puede resultar en los descendientes (Ej: Un ejemplar puede salir estéticamente a un bisabuelo materno, un abuelo paterno, a un tío materno...).

## Apariencia
La apariencia del Morkie varía ampliamente, algunos expresan más el aspecto de un Yorkshire terrier y otros el aspecto del Bichón maltés. Es fruto de un cruce de dos razas pequeñas, por lo tanto su tamaño no podrá ser muy grande. No obstante dependerá de la selección de ejemplares a la hora de cruzar y del tamaño que ambos ejemplares portan en sus genes. Los colores comunes del pelaje de los "Morkie" son: Negro, marrón, beige y blanco y la combinación de todos ellos puesto que al tratarse de un cruce, no siempre nos dará el mismo patrón de color.Es decir, si repitiésemos camada con los mismos padres que la anterior, al tratarse de un cruce, los nuevos cachorros nada tendrían que ver con sus hermanos mayores.Cabe destacar que en este cruce, suele predominar el color negro y fuego que aporta los genes de la raza Yorkshire, no obstante la textura puede variar dándose la textura de cabello del Bichón maltés. Su pelaje es generalmente largo y suave. Las orejas de los Morkie se pueden ser puntiagudas, al igual que el Yorkshire terrier, o caídas al igual que los malteses.

## Cuidados
El Morkie no suelta pelo, pero debe ser cepillados y arreglados con regularidad para prevenir nudos. Además, es importante prestar especial atención en mantener las áreas alrededor de los ojos del Morkie limpias, debido a la acumulación de suciedad en esta zona. El Morkie necesita tener sus dientes cepillados con regularidad (2-3 veces por semana) con el fin de mantener una buena higiene dental. Esta pequeña raza debe ser alimentada con 1/2 taza de comida dura 2-3 veces al día.

## Temperamento
El Morkie es muy activo y juguetón. Como norma general, es un perro muy sociable y le encanta jugar con otros canes aunque al igual que con el resto de canes, dependerá del adiestramiento y de la educación que le aporte el dueño. Es nervioso, enérgico, confiado y leal; aunque también puede ser de carácter dulce como el Bichón Maltés. Este cruce de perro es generalmente fácil de entrenar debido a su inteligencia, pero puede ser terco, así que es importante comenzar a entrenar cuando es un cachorro y saberle marcar quién es el líder.

## Salud
Los principales problemas de salud del Morkie se localizan en ojos, oídos, o en la zona bucal. Otros problemas de salud a los que son propensos pueden ser el colapso traqueal y estornudo inverso, además de las enfermedades que pueda portar genéticamente.
El Morkie puede sufrir las mismas dolencias que el Yorkshire Terrier o el Bichón maltés padecen, como pueden ser: colapso traqueal, catarata, luxación del rotuliano medial, hidrocefalia, insuficiencia cardíaca valvular crónica, insuficiencia renal, y glaucoma.